# وارث الشواهد
وارث الشواهد رواية الكاتب الفلسطيني وليد الشرفا. صدرت الرواية لأوّل مرة عام 2017 عن دار الأهلية للنشر والتوزيع في عمّان. ودخلت في القائمة الطويلة للجائزة العالمية للرواية العربية لعام 2018، المعروفة باسم «جائزة بوكر العربية».

## حول الرواية
يروي الكاتب الفلسطيني «وليد الشرفا» في هذه الرواية حكاية فلسطيني يدعى «الوحيد»، من زنزانته يعود إلى الماضي، حين كان طفلًا أثناء حرب حزيران عام 1967، فيتذكر الوحيد أن جده ووالده هاجرا قسرًا من قريتهما عين حوض التي حولها الإسرائيليون إلى قرية للفنانين، وصار اسمها عين هود. الجد سليمان بنى في نابلس بيتًا شبيهًا ببيته في عين حوض، وحين يموت الجد، يعود الوحيد من الخارج، وهنا تبدأ الحكاية.